# 11295 Ґуставларссон
11295 Ґуставларссон (11295 Gustaflarsson) — астероїд головного поясу, відкритий 8 березня 1992 року.
Тіссеранів параметр щодо Юпітера — 3,166.